# Aspergillus pseudodeflectus
Aspergillus pseudodeflectus är en svampart som beskrevs av Samson & Mouch. 1975. Aspergillus pseudodeflectus ingår i släktet Aspergillus och familjen Trichocomaceae.   Inga underarter finns listade i Catalogue of Life.